# Zawały (Sołtysy)
Zawały – część wsi Sołtysy w Polsce, położona w województwie mazowieckim, w powiecie przysuskim, w gminie Gielniów.
W latach 1975–1998 Zawały administracyjnie należały do województwa radomskiego.
Wierni kościoła rzymskokatolickiego należą do parafii św. Doroty w Petrykozach.